# Road Rash III: Tour de Force
Road Rash III: Tour de Force är ett racingspel utgivet av Electronic Arts till Sega Mega Drive, släppt 1995. 
Till skillnad mot de tidigare spelen i serien, där man tävlade i USA, kan man i Road Rash III köra lopp på andra ställen i världen, som i exempelvis Kenya, Japan eller Italien.